# Unchiul Robinson
Unchiul Robinson (franceză: L'Oncle Robinson) este un roman de Jules Verne prima oară publicat în 1991. A fost refuzat de Hetzel în 1870.